# Romulus-Gletscher
Der Romulus-Gletscher ist ein 11 km langer und 3 km breiter Gletscher an der Fallières-Küste des Grahamland auf der Antarktischen Halbinsel. Er fließt von den nördlichen Hängen des Mount Lupa in westlicher Richtung zwischen den Blackwall Mountains und dem Black Thumb zur Rymill Bay.
Vermessungen nahmen 1936 Teilnehmer der British Graham Land Expedition (1934–1937) unter der Leitung des australischen Polarforschers John Rymill sowie in den Jahren 1948 und 1949 der Falkland Islands Dependencies Survey vor. Benannt ist er in Verbindung mit dem nahegelegenen Remus-Gletscher nach dem Brüderpaar Romulus und Remus aus der römischen Mythologie.